# Heinz Rutha
Heinz Rutha, född 20 april 1897 i Kunnersdorf, Österrike-Ungern, död 5 november 1937 i Česká Lípa, var en sudettysk politiker. Han var medgrundare av Sudetendeutsche Partei och en av Konrad Henleins närmaste rådgivare.

## Biografi
Rutha var under 1920-talet med och grundade Kameradschaftsbund, ett hemligt förbund som var inspirerat av den österrikiske filosofen Othmar Spanns idéer. Kameradschaftsbund, som förespråkade ett självständigt Sudetenland, kom under 1930-talet i konflikt med Henleins mera radikala anhängare och med Tredje riket. Reinhard Heydrich, chef för Sipo och Sicherheitsdienst, betraktade Henlein och Rutha med djup misstänksamhet, då deras politiska och territoriella strävanden inte var i linje med Tredje rikets.
År 1937 började tjeckoslovakiska medier att sprida homosexuella rykten om Rutha och inom kort greps han av polisen. I november nämnda år hängde han sig i sin cell i fängelset i Česká Lípa.